# Понтераника
Понтера̀ника (на италиански: Ponteranica; на ломбардски: Potranga, Потъранъга) е градче и община в Северна Италия, провинция Бергамо, регион Ломбардия. Разположено е на 245 m надморска височина. Населението на общината е 6862 души (към 2017 г.).